# Valerij Bragin
Valerij Nikolajevitj Bragin (russisk: Валерий Николаевич Брагин, født 31. maj 1956 i Sovjetunionen) er en russisk ishockeyspiller og -træner. I perioden 1974-89 spillede han 15 sæsoner i det sovjetiske mesterskab for Spartak Moskva og Khimik Voskresensk, hvor han bl.a. vandt en guld-, to sølv- og fire bronzemedaljer.
I Danmark er han nok bedst kendt som en af de bedste udlændinge nogensinde i den danske liga. Han spillede fem sæsoner i Eliteserien for Rødovre SIK, og i de fem sæsoner vandt klubben ét Danmarksmesterskab, ét sæt sølvmedaljer og to sæt bronzemedaljer.
Efter den aktive karriere fortsatte han som træner i Khimik Voskresensk, Spartak Moskva og HK CSKA Moskva, men størst succes har han opnået i spidsen for Ruslands U.18-landshold, som han førte til VM-guld i 2004, og Ruslands U.20-landshold, som han bl.a. har ført til sejr ved junior-VM i 2011.

## Spillerkarriere
Valerij Bragin begyndte sin seniorkarriere i 1974 hos HK Spartak Moskva, hvor han spillede i den bedste sovjetiske liga, og med hvem han vendt en guld-, en sølv- og tre bronzemedaljer. I 1981 skiftede han til Khimik Voskresensk, hvor han spillede otte sæsoner, der bl.a. resulterede i endnu en sølv- og en bronzemedalje. I alt nåede han at spille 547 kampe og score 146 mål i den sovjetiske liga.
I sommeren 1989 flyttede han til Danmark, hvor han spillede for Rødovre SIK i Eliteserien. Klubben havde tidligere forsøgt sig med sovjetiske trænere, men Bragin var den første sovjetiske spiller i den danske liga. Med Rødovre SIK vandt han Danmarksmesterskabet i 1989-90, og i den anden finalekamp mod Herning IK scorede han i sudden death det afgørende mål til 4-3, som bragte mesterskabet til Rødovre for første gang siden 1986. Den sæson blev han også kåret som Årets spiller i dansk ishockey. Den efterfølgende sæson vandt han sølvmedaljer med vestegnsklubben, og derefter fulgte to sæsoner i træk, hvor man måtte nøjes med bronzemedaljer. Bragin spillede sin sidste sæson for Rødovre SIK som 37-årig i 1993-94, og derefter fortsatte han karrieren med tre sæsoner hos Gladsaxe SF i 1. division.

## Trænerkarriere
Bragin havde allerede stiftet bekendtskab med trænerrollen i Rødovre SIK og Gladsaxe SF, inden han i 1997 vendte hjem til Rusland for at blive træner for Khimik Voskresensk, hvor han tidligere havde tilbragt otte sæsoner som spiller. Han var træner for klubben fra november 1997 til december 1998. I 1999 var han træner for Kristal Saratov fra sæsonstarten i august til december. Han kom derefter til Spartak Moskva, hvor han blev træner for andetholdet fra 2001 til oktober/november 2002, hvorefter han blev hentet tilbage til Khimik Voskresensk, hvor han blev til september 2003. Han vendte derefter tilbage til Spartak Moskva, hvor han var andetholdstræner indtil april 2005, hvor han blev forfremmet til at træne klubbens førstehold i Ruslands Superliga. Han beholdt jobbet indtil 7. december 2007.
15. maj 2012 blev han udnævnt til træner for CSKA Moskva, men han blev fyret igen allerede 15. december 2012.
Han har endvidere i 2010-12 været træner for Ruslands juniorlandshold i ishockey, med hvem han vandt guldmedaljer ved junior-VM i ishockey 2011 og sølvmedaljer i 2012. I 2014 vendte han tilbage som træner for juniorlandsholdet, og ved junior-VM i 2015 vandt holdet igen sølvmedaljer.
I 2004 førte han desuden Ruslands U.18-landhold i ishockey til guldmedaljerne ved U.18-VM i ishockey 2004.

## Titler og bedrifter

### Nationale turneringer
Sovjetisk mesterskab
- Guld (1): 1975-76 (med Spartak Moskva).
- Sølv (2): 1980-81 (med Spartak Moskva), 1988-89 (med Khimik Voskresensk).
- Bronze (4): 1974-75, 1978-79, 1979-80 (med Spartak Moskva), 1983-84 (med Khimik Voskresensk).

 Danmarksmesterskabet
- Guld (1): 1989-90.
- Sølv (1): 1990-91.
- Bronze (2): 1991-92, 1992-93.

- Årets spiller i dansk ishockey (1): 1989-90.

### Landsholdsturneringer
Junior-VM i ishockey
- Guld (1): 2011.
- Sølv (2): 2012, 2014.

U.18-VM i ishockey
- Guld (1): 2004.